# 新光車站
22°36′35″N 120°17′50″E / 22.609809°N 120.297096°E

高雄車站附近軌道示意圖
未列出臨港線支線、未依實際距離繪製

新光車站位於臺灣高雄市前鎮區新光碼頭旁，為臺灣鐵路管理局高雄臨港線的鐵路車站。原先是特別為嘟嘟火車興建的客運停靠站，目前已隨該路段的臨港線一同廢止，附近設有高雄捷運環狀輕軌C8高雄展覽館站。

## 車站構造
- 岸式月台兩座。（鐵軌改舖設木棧道前，兩月台間僅有一股軌，為西班牙式月台佈局）

### 月台配置
| 軌道 配置 | 岸式月台                                               | 岸式月台 |
| 軌道 配置 | （前鎮車場）→高雄臨港線 往高雄港車站方向（苓雅寮車場） |          |
| 軌道 配置 | 岸式月台                                               |          |

### 保存狀況
- 目前保留月台站體，鐵軌改舖設木棧道，作為高雄市鐵馬環道一部份，供腳踏車騎乘使用。

## 交通資訊
- █ 環狀輕軌C8高雄展覽館站
- 高雄市公車環狀168幹線、214路、紅21路

## 車站週邊
- 新光碼頭（星光水岸公園）
- 高雄捷運環狀輕軌C8高雄展覽館站
- 高雄展覽館
- 台灣中油公司潤滑油事業部
- 高雄85大樓
- 高雄市立圖書館總館

## 歷史
- 2003年3月3日：臺灣麥當勞公司向臺鐵承租經營的高雄臨港線嘟嘟火車正式營運[1]。
- 2006年1月26日：因高雄水岸花香燈會，於苓雅寮大橋上鋪設木棧道，燈節後未移除。隨後光榮碼頭以後的臨港線鐵路改為自行車道，嘟嘟火車改行駛於高雄車站－新光車站，自新光車站折返。[2]
- 2006年3月1日：嘟嘟火車實質停駛
- 2006年5月8日：嘟嘟火車正式停駛。
- 2008年12月16日：正式裁撤廢站。[3]

## 相片集

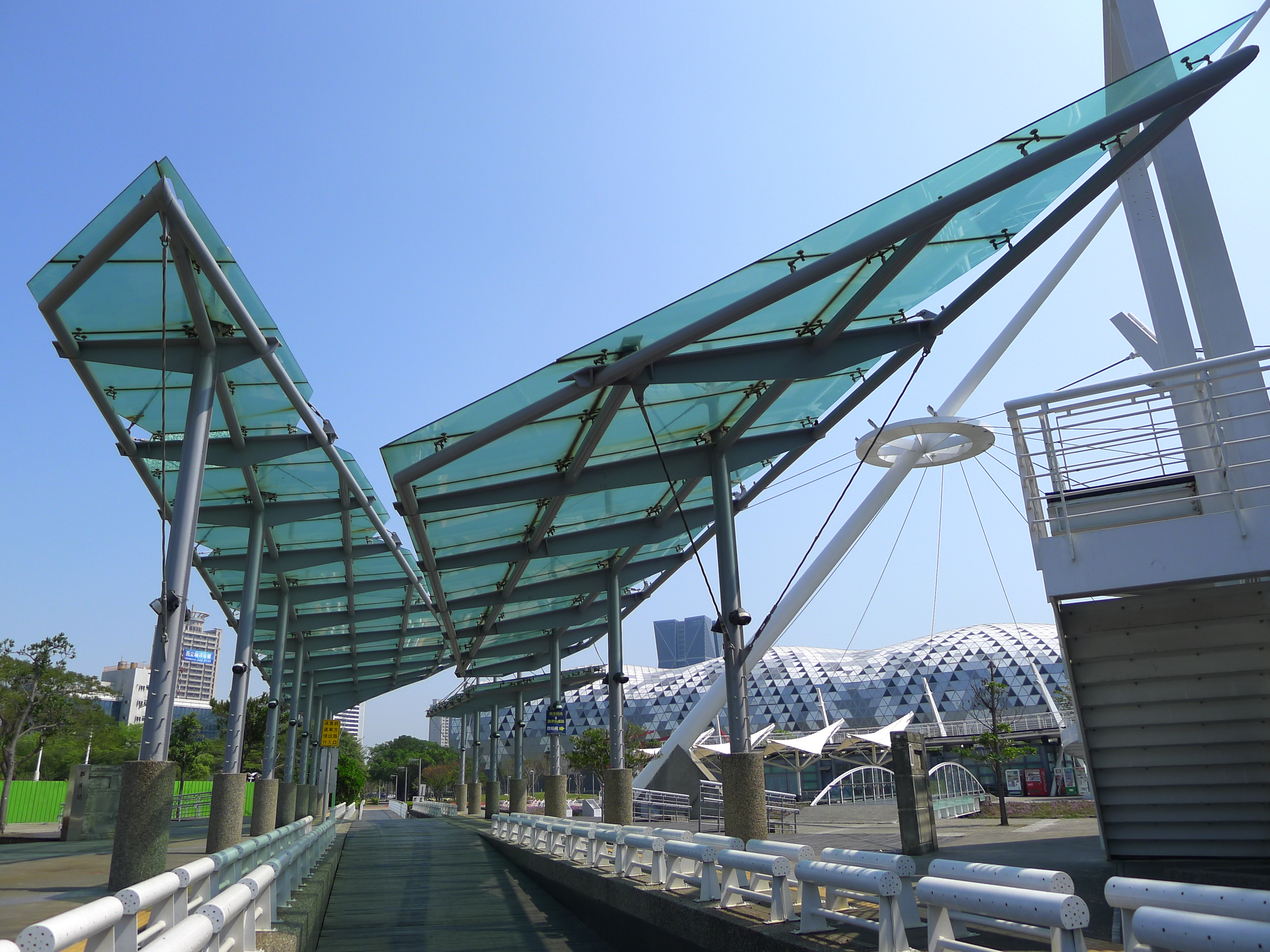
南向看新光車站
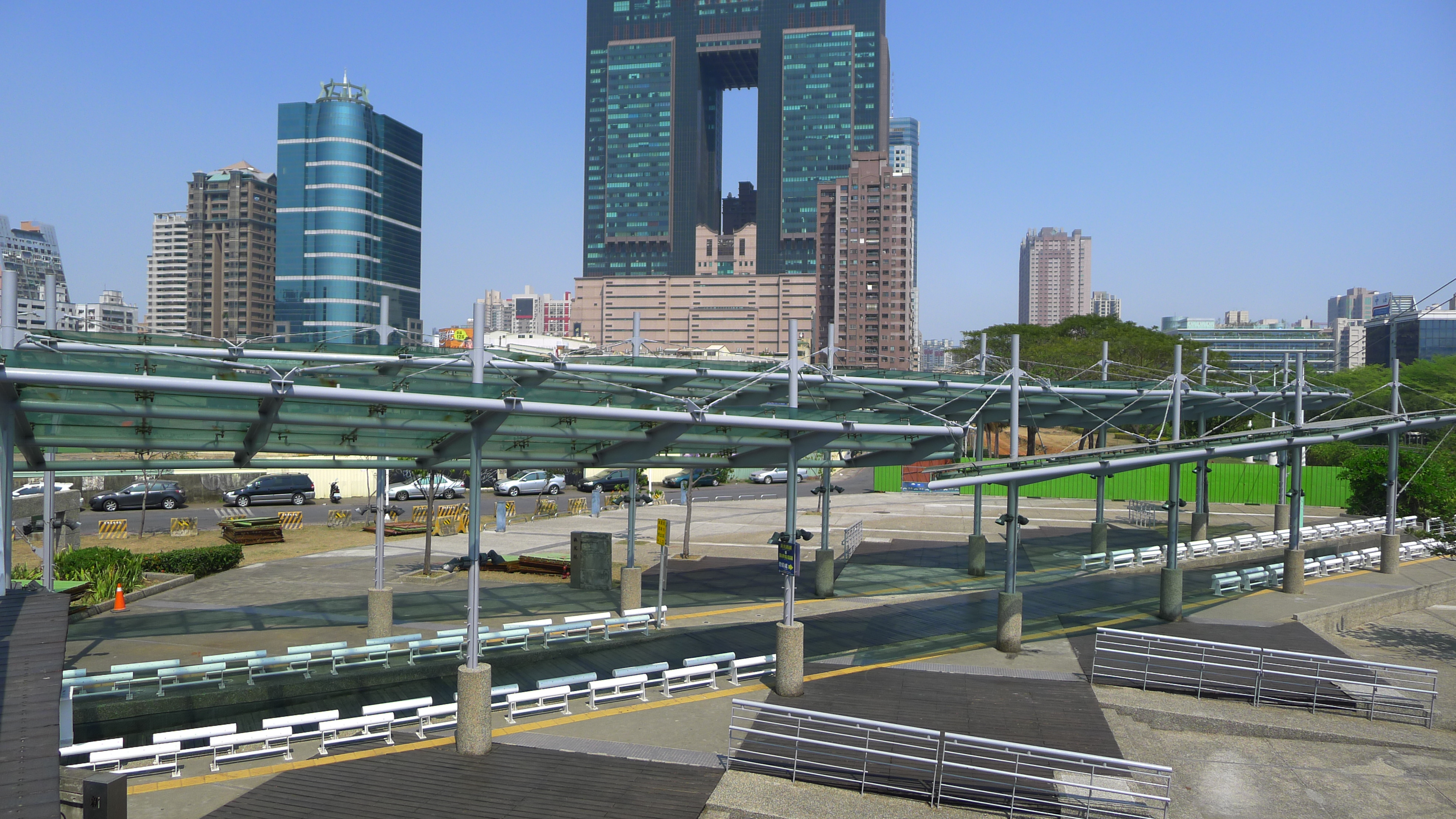
新光車站岸式月台
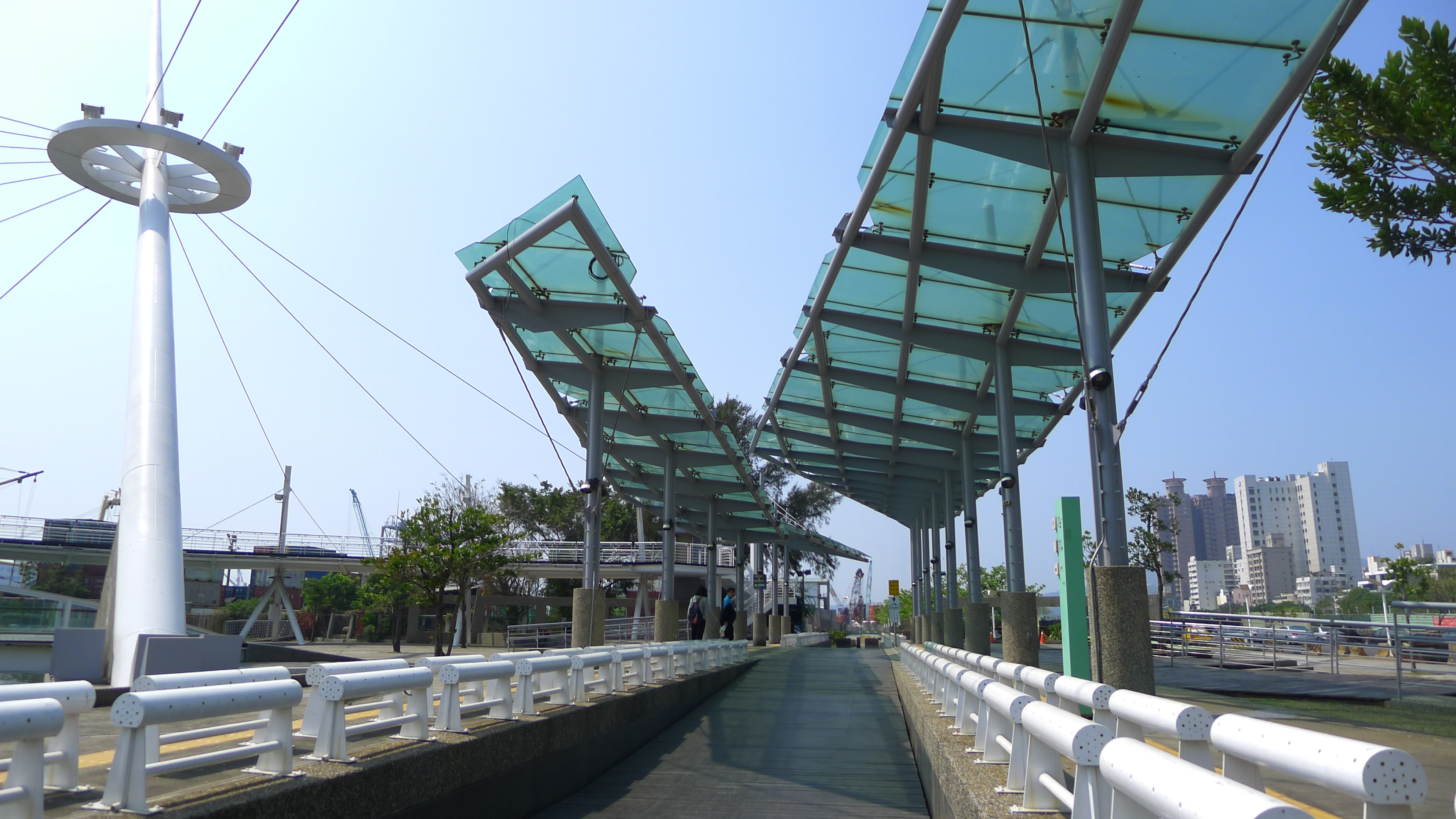
新光車站與星光水岸公園日晷裝置藝術
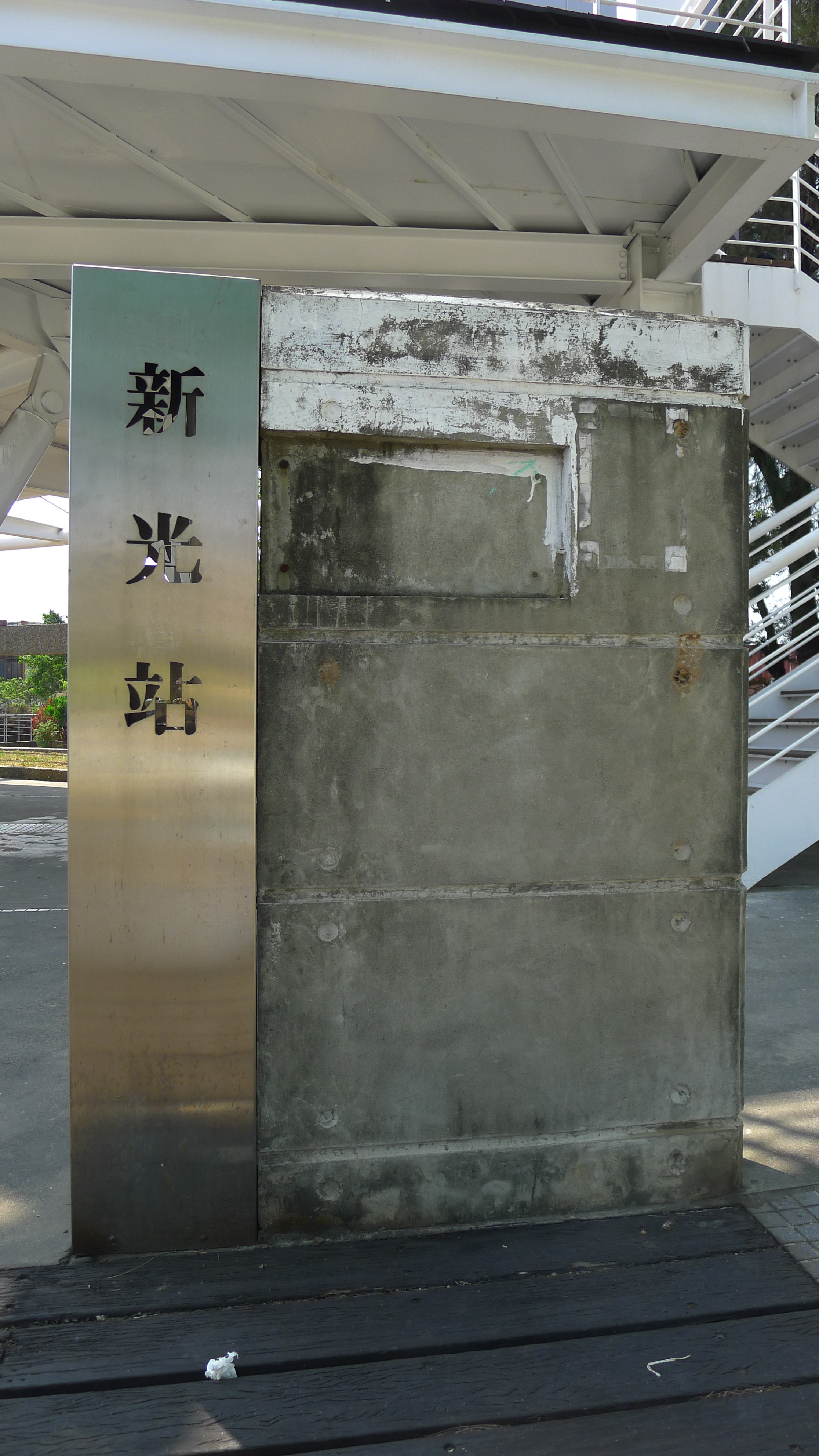
「新光站」銘板（已拆除）
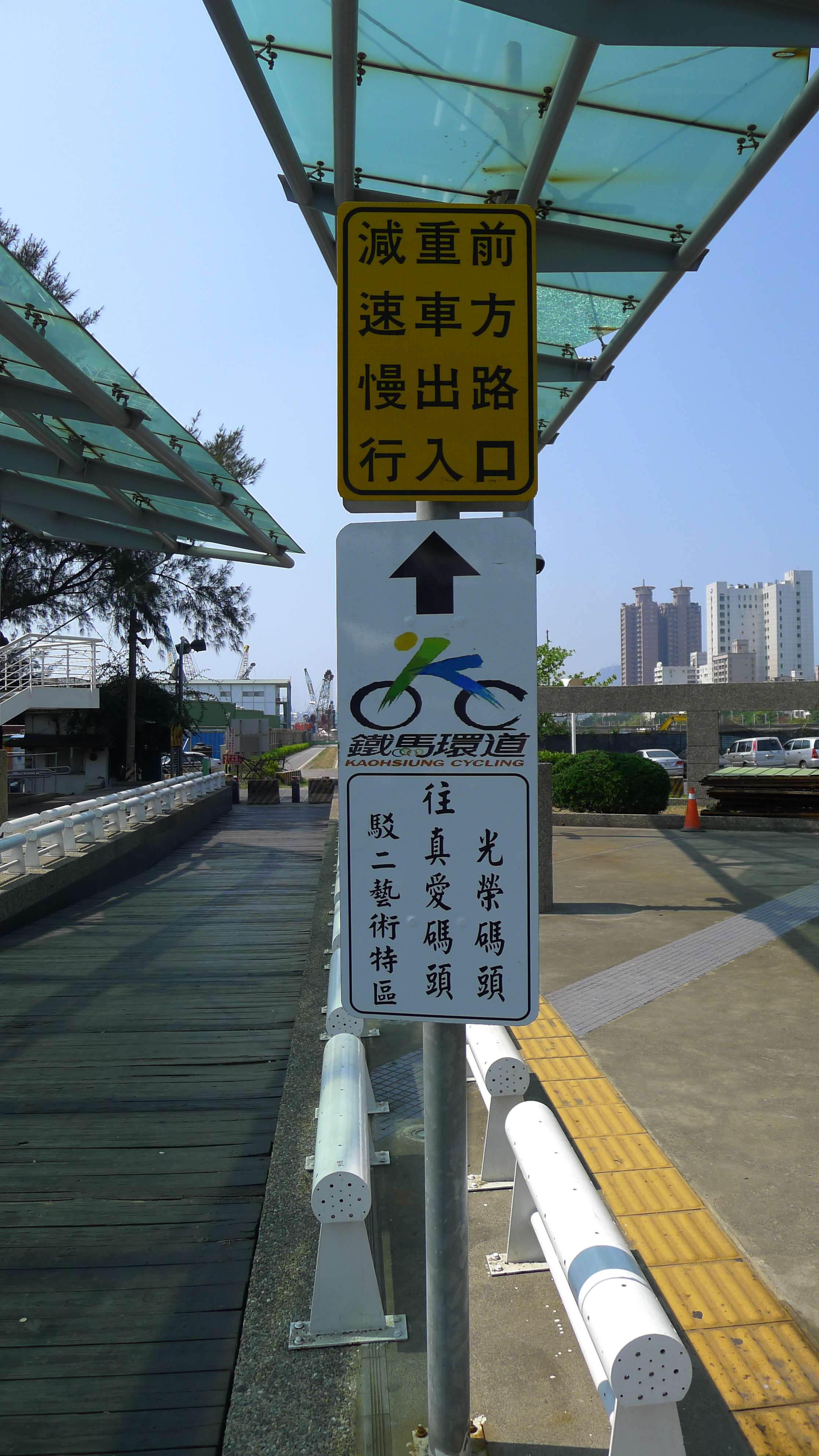
站內的鐵馬環道告示牌

## 鄰近車站
- 廢止營運模式

## 外部連結
- 高雄臨港線嘟嘟火車特集